# معهد السينما النرويجي
معهد السينما النرويجي (Norsk filminstitutt) هو معهد سينمائي نرويجي تم إنشاؤه عام 1955 لإيواء محفوظات السينما النرويجية. منذ عام 1989 كان يروج أيضا للأفلام النرويجية بالخارج. ثم بجأ دعم إنتاج الأفلام منذ عام 1993 كما أدرجت مكتبة أوسلو للأفلام في عام 1994. وفي عام 2008، أقامت وزارة الثقافة النرويجية إصلاحًا رئيسيًا تحت اسم «صندوق الأفلام النرويجية».